# Unsere Liebe Frau (Machtenstein)

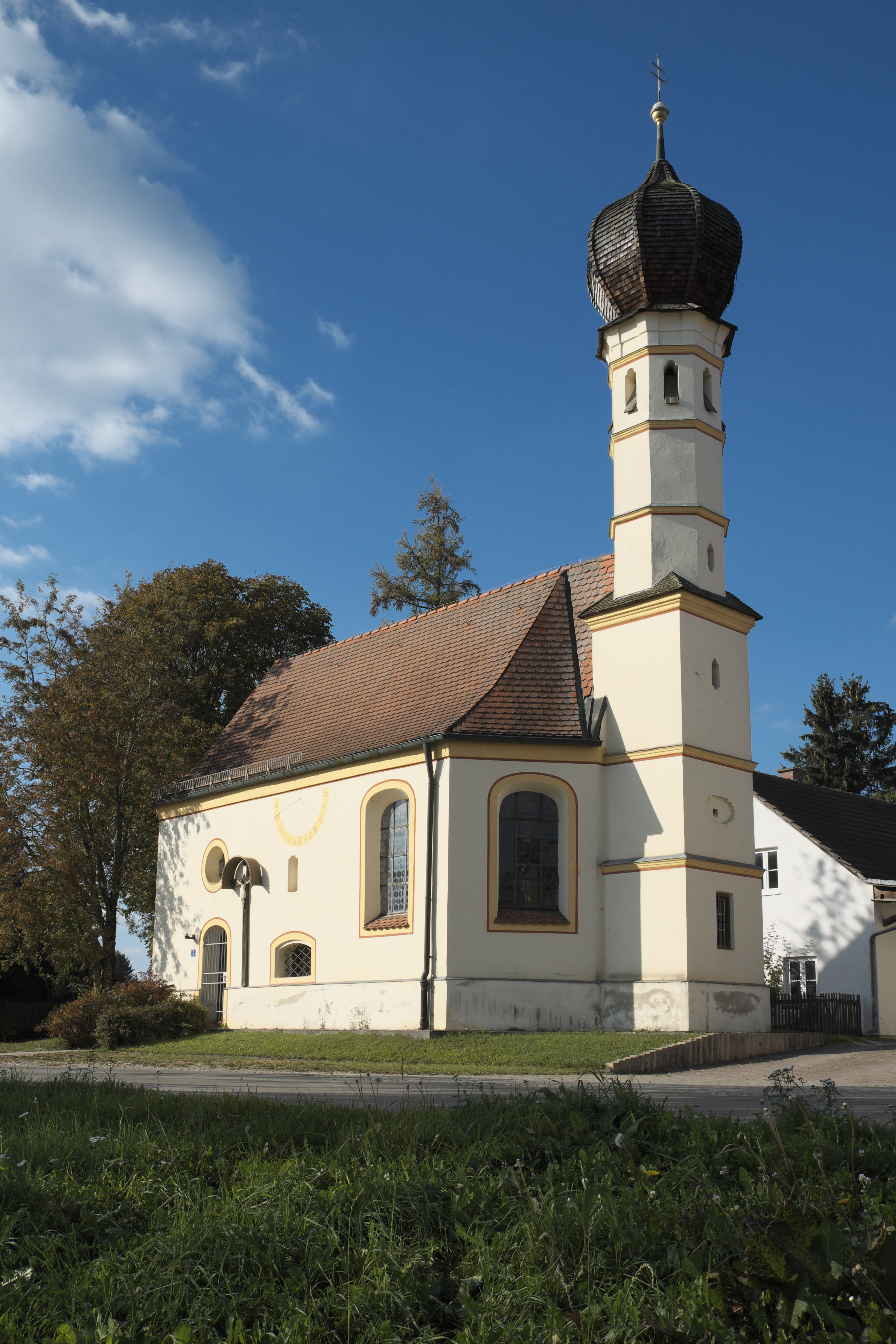
Filialkirche Unsere Liebe Frau

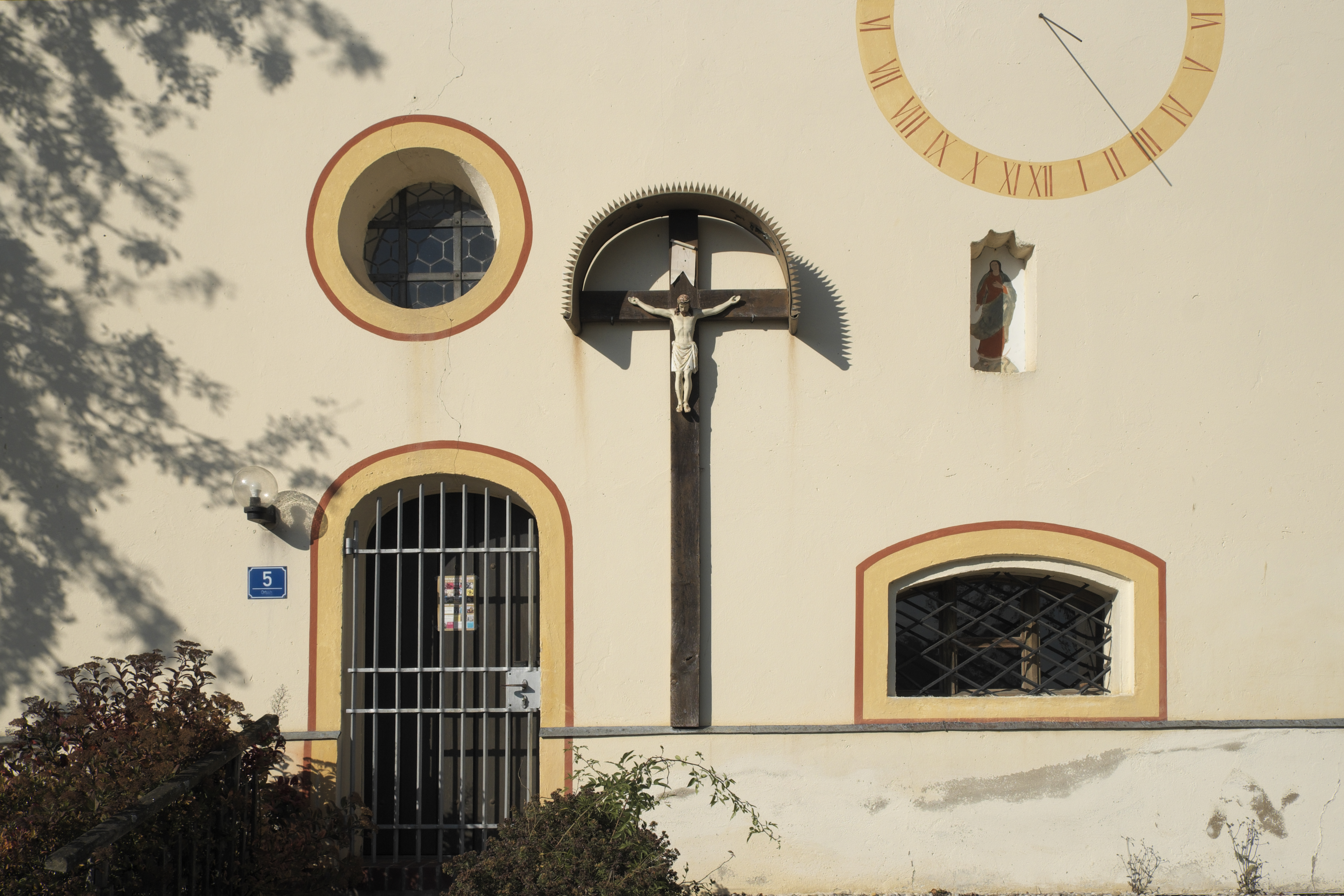
Südseite

Die katholische Filialkirche Unsere Liebe Frau (Unbefleckte Empfängnis) in Machtenstein, einem Ortsteil der Gemeinde Schwabhausen im oberbayerischen Landkreis Dachau, wurde in der Mitte des 17. Jahrhunderts an der Stelle einer gotischen Vorgängerkirche errichtet. Die Kirche, die der Unbefleckten Empfängnis Mariens geweiht ist, gehört zu den geschützten Baudenkmälern in Bayern.

## Geschichte
Der erste Beleg für die Kirche von Machtenstein findet sich auf der 1568 erschienenen Landkarte Bayerns von Philipp Apian, auf der die Kirche – noch mit Spitzhelm – eingezeichnet ist. Dieser gotische Kirchenbau, der vermutlich um 1550 errichtet worden war, wurde während des Dreißigjährigen Krieges zerstört. An seiner Stelle ließen die damaligen Hofmarksherren, die Hundt zu Lautterbach, im Jahr 1654 eine neue Kirche bauen. Um 1719 wurde das Gewölbe, das eingestürzt war, durch eine Flachdecke ersetzt. Erstmals schriftlich erwähnt ist die Machtensteiner Kirche mit dem Patrozinium der Unbefleckten Empfängnis in der 1738/40 angelegten sogenannten Schmidtschen Matrikel des Bistums Freising. Bis 1896 gehörte Machtenstein zur Pfarrei Sulzemoos und seitdem zu Kreuzholzhausen.

## Architektur

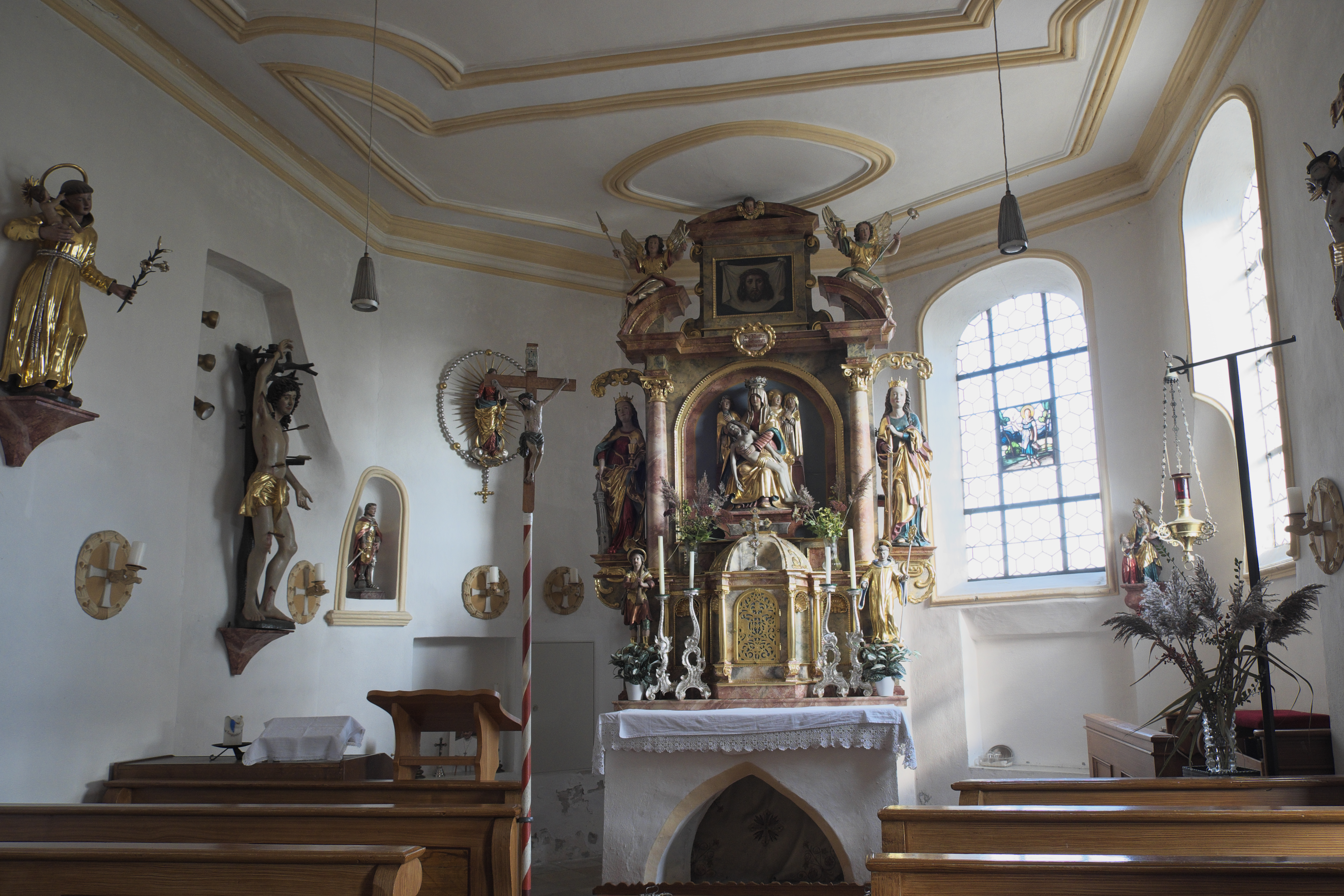
Innenraum

### Außenbau
Im Chorscheitel steht der 20 Meter hohe, durch Gesimse in sechs Stockwerke gegliederte Glockenturm. Er besitzt einen im Grundriss quadratischen Unterbau und einen oktogonalen, mit einer Zwiebelhaube bekrönten Aufbau. Im Erdgeschoss des Turmes ist die Sakristei eingerichtet. An der Südseite des Langhauses ist eine Sonnenuhr aufgemalt, darunter, in einer kleinen Nische, erinnert die Darstellung der Maria Immaculata an das Patrozinium der Kirche. Daneben hängt unter einem gezackten Blechdach ein Missionskreuz, vermutlich aus dem 19. Jahrhundert.

### Innenraum
An das einschiffige Langhaus schließt sich im Osten übergangslos der nicht eingezogene Chor mit Dreiachtelschluss an. Die Flachdecke ist mit profilierten Stuckrahmen verziert. Im Westen führt eine Treppe zur hölzernen Empore mit schlichter Brüstung.

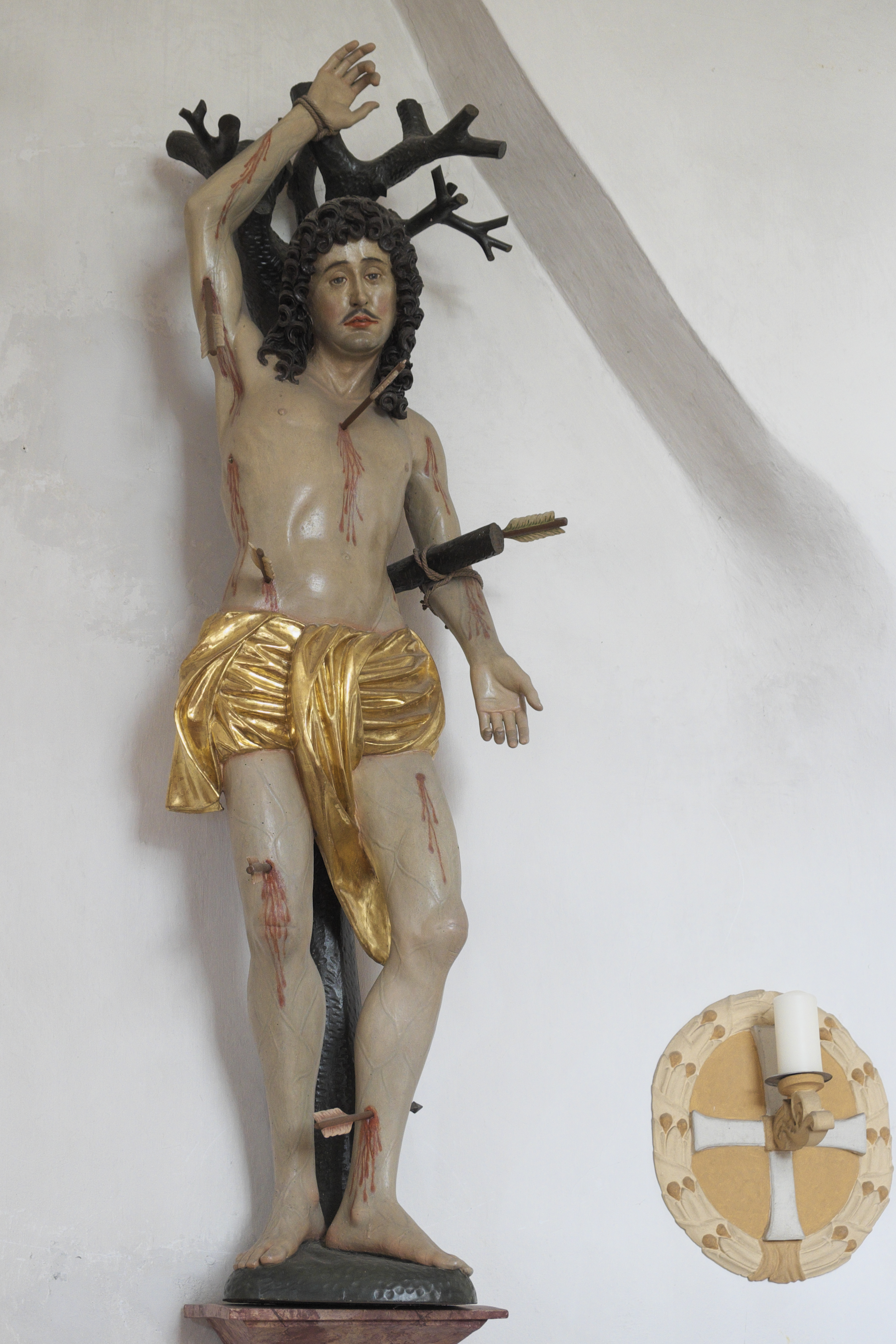
Heiliger Sebastian

## Ausstattung
- Der zweisäulige Altar stammt aus der Zeit des Wiederaufbaus der Kirche nach dem Einsturz des Gewölbes im Jahr 1719. In der Rundbogennische in der Mitte steht eine holzgeschnitzte Pietà, dahinter der Apostel Johannes und zwei Frauen, aus der Zeit um 1550. Die beiden Assistenzfiguren, die heilige Barbara (links) und die heilige Katharina (rechts), die mit ihren Attributen, dem Turm und dem Schwert dargestellt sind, werden ebenfalls um 1550 datiert. Auf dem Altarauszug ist das Schweißtuch der Veronika dargestellt. Seitlich sieht man zwei Engel mit den Leidenswerkzeugen. Die beiden kleineren Figuren neben dem Tabernakel repräsentieren die Bauernheiligen Wendelin (links) und Leonhard.
- Aus der Zeit um 1700 stammen die Figuren im Chor, die Skulpturengruppe der Anna selbdritt, die Rosenkranzmadonna und der heilige Rasso, der in Ritterrüstung und mit Schwert dargestellt, in einer Nische im Chor steht.
- Die fast zwei Meter hohe Figur des heiligen Sebastian an der Nordseite des Langhauses wird in das frühe 17. Jahrhundert datiert.
- Zwei weitere Figuren an der Nordwand, der heilige Joseph und der heilige Antonius von Padua, beide mit dem Jesuskind auf dem Arm und der Lilie, dem Symbol der Keuschheit, dargestellt, sind Arbeiten aus dem 18. Jahrhundert.
- An der Südwand des Langhauses ist die heilige Ottilie mit ihren Attributen, dem Äbtissinnenstab und den zwei Augäpfeln, dargestellt.
- Das Holzkruzifix daneben wurde vermutlich Ende des 17. Jahrhunderts geschnitzt. Der Körper des Gekreuzigten ist mit ungewöhnlich vielen Wunden übersät.
- Auf einem Bleiglasfenster im südlichen Langhaus ist die heilige Notburga dargestellt. Es wurde 1935 nach einem Entwurf von Hermann Stockmann durch den Dachauer Glasmaler Syrius Eberle ausgeführt.

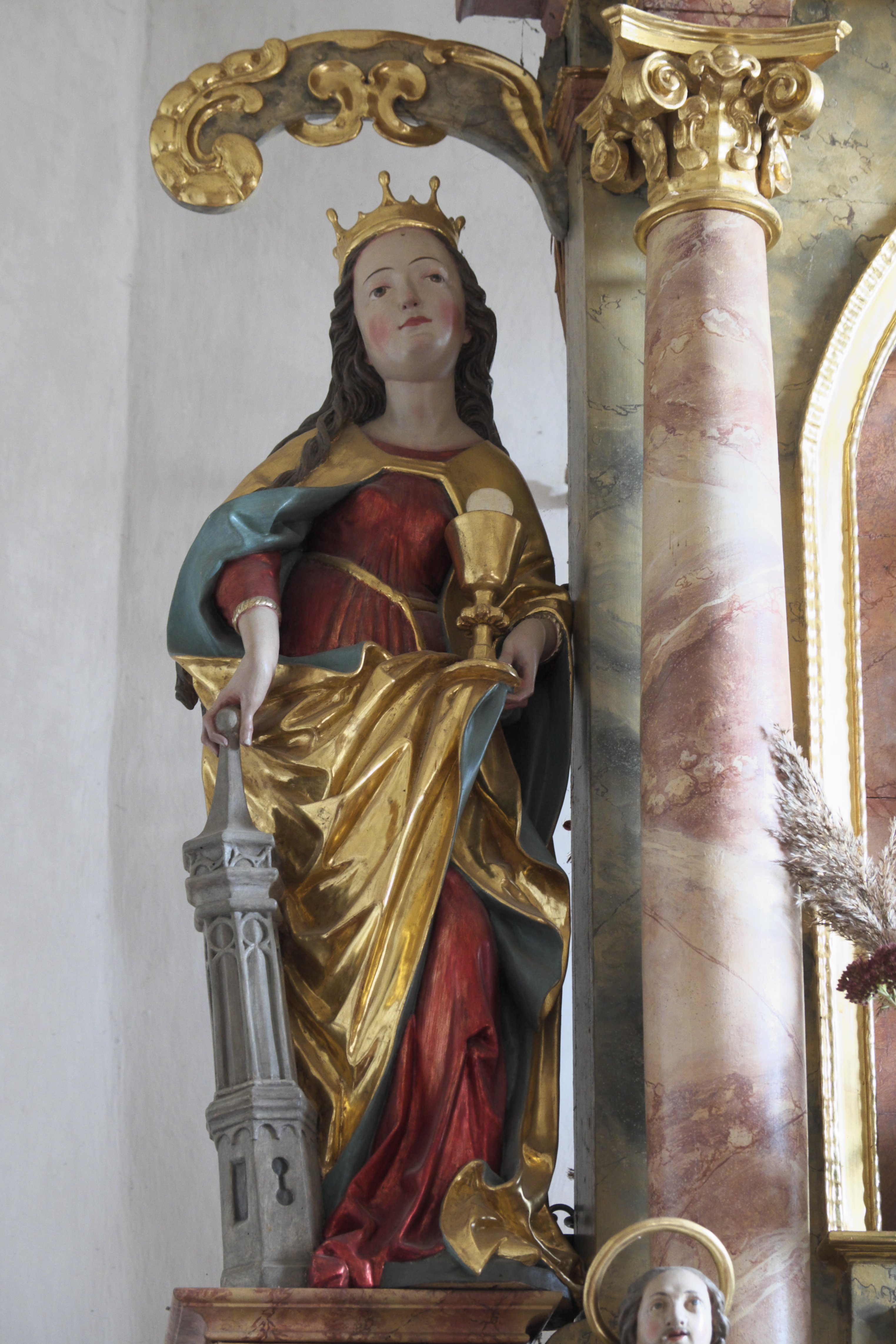
Heilige Barbara
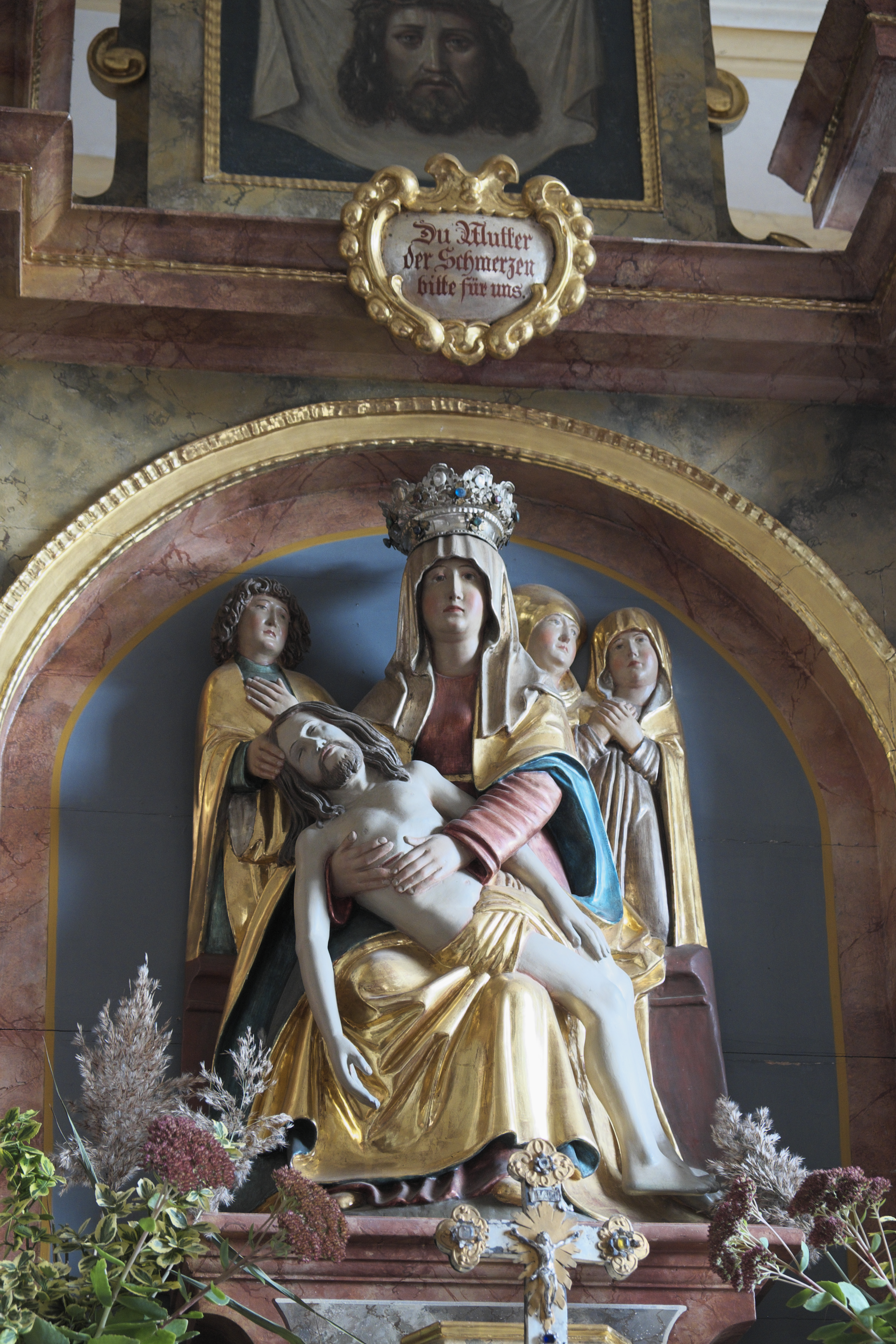
Pietà
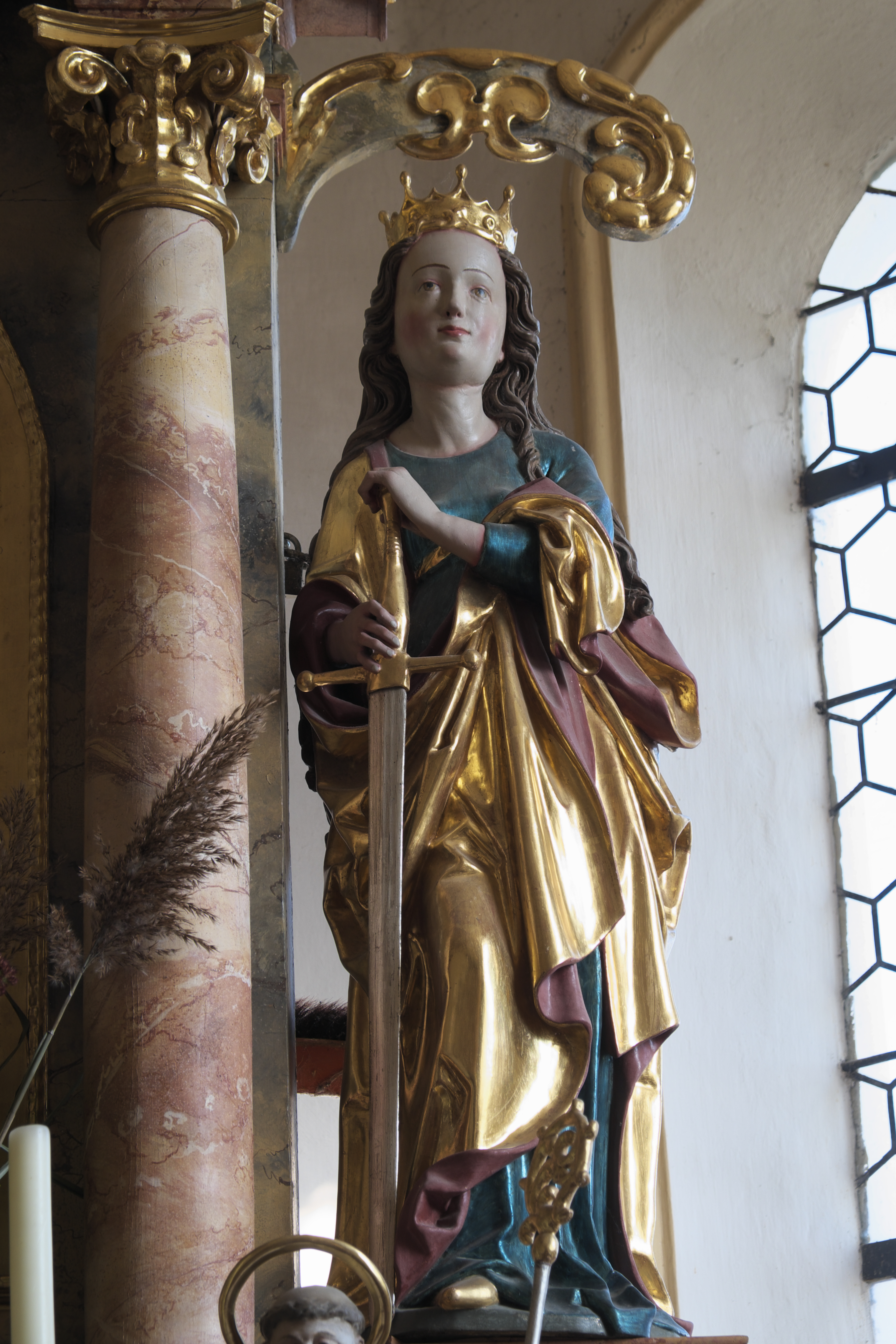
Heilige Katharina
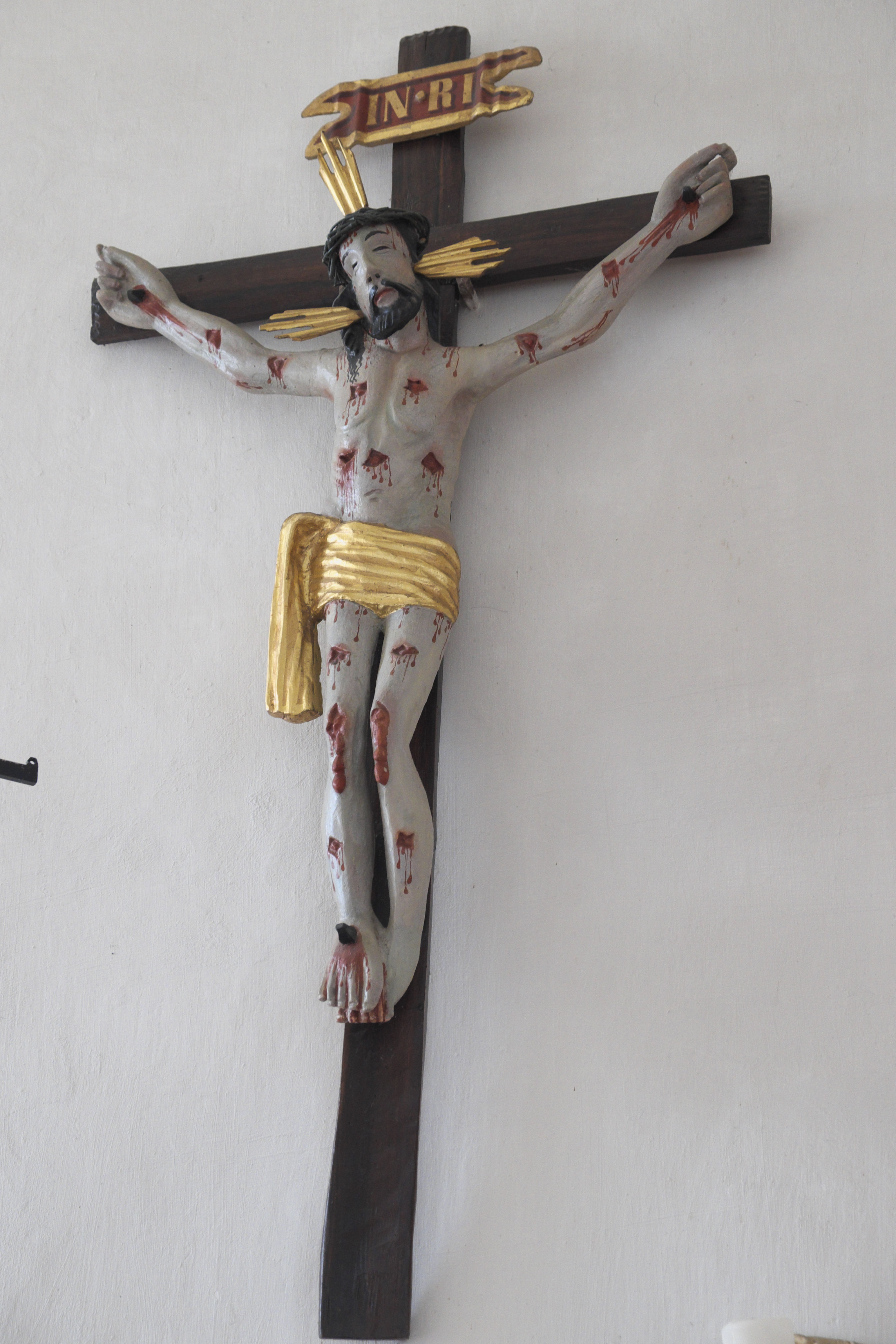
Kruzifix